# Ostodes
Ostodes é um género botânico pertencente à família Euphorbiaceae.

## Espécies
Formado por 21 espécies:
| - Ostodes angustifolia - Ostodes appendiculatus - Ostodes collina - Ostodes corniculata - Ostodes helferi - Ostodes integrifolius - Ostodes ixoroides | - Ostodes katharinae - Ostodes kerrii - Ostodes kuangii - Ostodes macrophylla - Ostodes minor - Ostodes muricata - Ostodes paniculata | - Ostodes pauciflorus - Ostodes pendula - Ostodes prainii - Ostodes serrato - Ostodes thyrsantha - Ostodes villamilii - Ostodes zeylanica |